# Avinyonet
Aviñonet del Panadés (oficialmente en catalán: Avinyonet del Penedès) es un municipio de Cataluña, España. Perteneciente a la provincia de Barcelona en la comarca del Alto Panadés. Su población según datos de 2019 es de 1701 habitantes. La capitalidad del municipio corresponde a Avinyó Nou. Incluye los núcleos de l'Arboçar, Las Guñolas, San Sebastián dels Gorgs, Can Mitjans, Cantallops, Clariana, Collblanc y La Garrofa.

## Geografía
Integrado en la comarca de Alto Panadés, su capital, Avinyó Nou, se sitúa a 45 kilómetros de Barcelona. El término municipal está atravesado por la carretera nacional N-340, entre los pK 1218 y 1220, y por carreteras provinciales que conectan con Olesa de Bonesvalls (BV-2411), San Cugat Sasgarrigas (BV-2429) y Subirats (BV-2429). 
La parte noroccidental del municipio, relativamente llana, es la más abundante en buenas tierras de cultivo; en cambio, la del sureste es montañosa, ya que comprende parte de la Cordillera Litoral, desde el monte de la Mola (535 metros), en el extremo suroriental, hasta la sierra de les Gunyoles (393 metros), al oeste. Se sitúa en el interfluvio de las vertientes del Anoia y la riera de Ribes. Así, el torrente de los Gorgs y el torrente de Can Cartró drenan la parte septentrional y desaguan en la riera de Lavernó, afluente del Anoia, y la riera de Begues y la riera de los Pelagons, afluente de la primera, riegan la parte meridional, junto con el torrente de Els Arboçars, que asoma a la riera del Sepulcro. Todos son tributarios de la riera de Ribes, que vierte directamente al Mediterráneo. La altitud oscila entre los 535 metros en el extremo suroriental (Puig La Mola) y los 190 metros al norte, a orillas de un torrente. La capital municipal se alza a 270 metros sobre el nivel del mar. 
| Noroeste: La Granada y Santa Fe del Penedés | Norte: Subirats | Nordeste: Subirats                      |
| Oeste: San Cugat Sasgarrigas                |                 | Este: Olesa de Bonesvalls               |
| Suroeste: Olèrdola                          | Sur: Olivella   | Sureste: Olesa de Bonesvalls y Olivella |

## Historia
Aviñonet era pueblo de patrimonio real, si bien en su término había varios alodios eclesiásticos, pero sin ninguna jurisdicción, ni civil, ni criminal. En el siglo X Aviñonet pertenecía al término de la urbe o castillo de Olérdola. El castillo de Aviñón de dominio condal, era encomendado a Mayor de Gurb y, a su alrededor, se construyó la iglesia de San Pedro, consagrada por el obispo Vives (975-995). El monasterio de San Cugat del Vallès poseía un alodio antes del año 1002, fecha en que Mayor ya había muerto. Ramón Berenguer I, muerto en 1035, ordenó en su testamento su restitución a la sede de Barcelona y en Sant Cugat del Vallès los alodios del castillo de Aviñón. El año 1156 Ramón Berenguer IV dio a Berenguer de Avinyó el monte de Aviñón, con la obligación de reconstruir el castillo y edificar casas. Alfonso I, en 1193, dio el castillo, la ciudad y la parroquia de Avinyó a Guillem de la Granada, el cual, al morir, en 1200, el concedió al monasterio de Poblet, no sin la reclamación de los templarios, que se consideraban herederos de Guillermo de la Granada. A pesar de las diversas cesiones e incluso el empeño en la Pia Almoina de Barcelona, este término continúa siendo de patrimonio real hasta la extinción del feudalismo.
No obstante, ya en el 971 aparece nombrado Las Guñolas, con su topónimo de la época "Cegunioles" siendo posiblemente el núcleo habitado más antiguo del municipio.
El topónimo "Gorgs" origen del de San Sebastián dels Gorgs aparece nombrado por primera vez en un documento en el año 976, como ubicación del territorio y no sería hasta la construcción del monasterio que tomaría su nombre actual y se habitaría ya a partir del siglo XI o XII.

## Demografía
Avinyonet cuenta con una población de 1744 habitantes (INE 2024).
| Gráfica de evolución demográfica de Avinyonet entre 1842 y 2021 |
| |
| Población de derecho según los censos de población del INE. Población de hecho según los censos de población del INE.En este censo se denominaba Aviñonet, Guñolas y Cantallops: 1842. En este censo se denominaba Aviñonet: 1857. En estos censos se denominaba Avinyonet: 1860, 1877, 1887, 1897, 1900, 1910, 1920, 1930, 1940, 1950, 1960, 1970 y 1981. |

## Cultura
En Sant Sebastià dels Gorgs se encuentra el Monasterio con una capilla románica dedicada a Santa María de la Llinda, declarados de interés nacional por la Generalidad de Cataluña en el año 2000 y que data del siglo XI, está situado en el núcleo del mismo nombre, La iglesia es de nave única en la cual se adosa por levante el ábside de planta cuadrada construido en la época gótica y decorado con arquerías y bandas de estilo lombardo, del claustro se conderva integra el ala norte, formada por dos parejas de arcos que reposan en pilares y columnas bellamente esculpidas, del resto de alas todavía se pueden contemplar algunos arcos con sus columnas y sus capiteles, todos ellos esculpidos con temáticas diferentes, también se conserva la antigua portalada así como un tímpano realizado en el siglo XII. Formó parte del priorato benedictino de San Sebastián, fundado en 1029 por Mir Geribert. En 1052 quedó unido al monasterio de San Víctor en Marsella hasta que en 1412 fue comprado por el monasterio de Montserrat.
La Torre de Les Gunyoles construida sobre un saliente de peña, dentro del recinto ajardinado de Can Rialb o (Ca n'Umbert), al lado de una casa solariega de estilo gótico (ss. xiv-xv), conocida por el nombre del Castillo donde ocupa una parte del jardín. Es de planta circular, con 9 metros de diámetro, llegando la parte conservada a una altura de unos 11 m. El grueso de los muros, en su parte alta, es de 1 m, con relleno de "opus caementicium". Es hecha de piedra caliza y tosca, en "opus quadratum" con sillares dispuestos regularmente. En su parte más alta, a 7,25 metros sobre el zócalo, se conservan restos, hoy completados, de una moldura. El cuerpo situado encima de esta, fue en buena parte utilizado para la construcción de la iglesia parroquial. En su parte baja presenta un zócalo de disposición irregular, parte vertical, parte troncocónica, de 2,10 metros de altura y un resalte de 0,20. En su excavación se localizaron restos de una bóveda de hormigón de cal, que aún conservaba la huella del encañado de la sintra de piedra tallada en sillares regularmente dispuestos. Actualmente solo se conserva el cuerpo inferior, de una altura de 5,6 metros. El muro hace 1 metro de espesor y se cree que data de entre los siglos i y ii. Se cree que el origen de esta torre hay que situarlo en época romana. En cuanto a su función, se ha dicho que se trataba de una torre de vigilancia o, según otras opiniones, de un monumento funerario, que en la Edad Media habría sido aprovechado como torre de vigilancia y de defensa. El monumento fue restaurado por la Diputación Provincial de Barcelona. 
En diversos emplazamientos del municipio se han encontrado vestigios del periodo Neolítico, así como un poblado ibérico en la zona del puig del Pi del Barba.
Sin duda, el descubrimiento arqueológico más importante tuvo lugar en el Turó de la Font de la Canya que era un centro de mercancías en el tiempo de los íberos, habitado entre los siglos vii-i a. C. y situado en el corazón del Panadés. El almacenamiento y la distribución de los cereales, la base de la alimentación y la agricultura en la época, fue la principal actividad de la Font de la Canya. Lo demuestra la excavación arqueológica de silos o depósitos de cereales, así como varios espacios de trabajo destinadas a la gestión de cereales y otros productos. Los materiales arqueológicos recuperados, ricos en cantidad y a menudo excepcionales, nos informa sobre la economía de los iberos y el comercio con diferentes culturas del Mediterráneo, como el fenicio, griego, romano y cartaginés. Esto le da un carácter cosmopolita, transformador y comercial. Las excavaciones arqueológicas han identificado numerosos datos relacionados con los principios de la vid y el vino en el territorio, que hacia el siglo vii a. C. y están asociados con el comercio con los fenicios. El yacimiento protohistórico de la Font de la Canya es emblemático en la búsqueda arqueológica en el Panadés y en Cataluña. En una secuencia de quince años de campañas de excavación consecutivas (1999-2014) ha proporcionado un volumen de datos excepcionales, en calidad y en cantidad, las cuales, sin duda, representan una aportación muy importante en el conocimiento de la primera Edad del Hierro y de la época ibérica en el territorio municipal, ocupado por los cossetanos entre los siglos vii y iii a. C., actualmente en excavación, donde se encontraron las semillas de uva cultivada más antiguas de Cataluña documentadas hasta la fecha, lo que convierte a Aviñonet del Panadés en el origen de la viticultura del Panadés y de Cataluña.

### Fiestas
- 13 de abril, Jueves Santo. Para todo el municipio.

Por núcleos, el lunes correspondiente a la respectiva fiesta mayor.
Fiestas Mayores 2017
- Cantallops – 13, 14 y 15 de octubre
- L’Arboçar – 28, 29 y 30 de julio
- Las Guñolas – 4, 5, 6 y 7 de agosto
- San Sebastián dels Gorgs – 4, 5 y 6 de agosto
- Avinyó Nou – 17, 18, 19 y 20 de agosto
- Can Mitjans – 21, 22 y 23 de julio

## Economía
La principal actividad económica es la agricultura y sus derivados. La mayoría de las tierras se cultivan en régimen de secano. Los cultivos principales son la viña y el melocotón. En el pasado se cultivaban cereales, aunque hoy en día su presencia es muy migrada, como también sucedió con los bulbos y tubérculos (patatas, ajo y cebolla), que se cultivan solo para el autoconsumo. las leguminosas y forrajeras han desaparecido. La tierra ha sido dividida en pequeñas explotaciones. En la parte no cultivada es páramo y bosque, donde predomina el pino blanco. La montaña, como todo el macizo del Garraf, es mitad sotobosque dominado por coscoja y lmata. Existen granjas avícolas. Con respecto a la ganadería son las ovejas, cerdos y aves de corral. La industria se ha desarrollado de manera apreciable en las últimas décadas.